# 永島敬三
永島 敬三（ながしま けいぞう、1987年5月31日 - ）は日本の俳優。埼玉県出身。所属事務所はゴーチ・ブラザーズ、所属劇団は柿喰う客。兄が2人と年子の妹がいる。

## 略歴・人物
2008年、『真説・多い日も安心』で柿喰う客に初参加。
2009年9月、柿喰う客『悪趣味』で主演に抜擢される。
2011年、青山学院大学文学部卒（演劇研究会所属）。
2011年、柿喰う客メンバーに加入。
2013年6月、ゴーチ・ブラザーズ所属。
2014年8月、柿喰う客所属の深谷由梨香と結婚。
2015年3月、ダンサーや俳優の板橋駿谷、北尾亘、福原冠と共に、旅芸人チーム「さんぴん」を結成。
特技は落語、サッカー。柿喰う客代表中屋敷法仁曰く、「他の人が言うと、くどくなってしまう台詞も永島敬三くんが言うとすんなり流れる「無味無臭さ」が売り」。

## 出演

### 舞台
- 柿喰う客『真説・多い日も安心』（2008年8月、東京 吉祥寺シアター）
- 劇団銀石『写楽コンプレックス』（2009年2月-3月、東京 タイニイアリス）
- 柿喰う客『恋人としては無理JAPAN TOUR』（2009年3月、横浜・STスポット ほか）
- キレなかった14才♡りたーんず -『学芸会レーベル』（作・演出：中屋敷法仁）（2009年4月-5月、東京 こまばアゴラ劇場）
- キリンバズウカ『スメル』（2009年7月、東京 王子小劇場）
- 柿喰う客『悪趣味』（2009年9月、東京 シアタートラム）
- ひょっとこ乱舞『モンキー・チョップ・ブルックナー！！』（作・演出：広田淳一）（2009年12月、東京 シアタートラム）
- 国分寺大人倶楽部『ガールフレンド』（作演出：河西裕介）（2010年1月、東京 王子小劇場）
- 花ざかりのオレたちです。『三五大切』（脚本演出：山本卓卓）（2010年3月、東京 王子小劇場 ほか）
- ひょっとこ乱舞『水』（作演出：広田淳一）（2010年6月-7月、東京 吉祥寺シアター）
- キリンバズウカ『ログログ』（2010年8月、東京 シアタートラム）
- 柿喰う客『The Heavy User』（2010年2月、東京 仙行寺 ほか）
- カムヰヤッセン『やわらかいヒビ』（2010年10月、三鷹市芸術文化センター星のホール）
- 夏葉亭一門会Vol.1（2011年2月2日、東京 王子小劇場）- 演目:「子ほめ」
- 柿喰う客『ながぐつをはいたねこ』（2011年2月、三重県文化会館小ホール ほか）
- 柿喰う客『流血サーカス』（2011年3月、新潟市民芸術文化会館りゅーとぴあ）
- オーストラ・マコンドー『東京の空に』（2011年4月、東京・王子小劇場）
- 夏葉亭一門会Vol.2（2011年5月9日、東京・王子小劇場）- 演目:「金明竹」
- 範宙遊泳『うさ子のいえ』（2011年6月、東京 水天宮ピット大スタジオ）
- キャラメルボックス×柿喰う客 アナザーフェイス『ナツヤスミ語辞典』（2011年8月、東京 新国立劇場 小劇場）- モモヤマ 役
- 柿喰う客（日韓演劇交流プロジェクト）『検察官』（2011年11月、東京 こまばアゴラ劇場）
- 夏葉亭一門会Vol.3（2011年12月5日、東京 王子小劇場）- 演目:「文七元結」
- 夏葉亭一門会Vol.4（2012年1月31日、東京 王子小劇場）- 演目:「金明竹」
- ひょっとこ乱舞『うれしい悲鳴』（作演出：広田淳一）（2012年3月、東京 吉祥寺シアター）
- 柿喰う客（「PLAY PARK 2012」参加作品）永島敬三ひとり芝居『ときめきラビリンス』（2012年4月、東京 学習院女子大学・やわらぎホール）- 初演
- オーストラ・マコンドー『くちづけ』（2012年4月、東京・スタジオあくとれ）
- 柿喰う客（福岡演劇フェスティバル FFAC企画）『ゴーゴリ病棟』（2012年5月、福岡 ぽんプラザホール）
- 東京ハートブレイカーズ『フィッシュストーリー Region-T』（脚本：瀬戸山美咲、演出：登米裕一）（2012年6月19日-24日、東京 テアトルBON BON）
- monophonic orchestra『富裕』（2012年8月、新宿眼科画廊スペースO)
- 柿喰う客『無差別』（2012年9月、東京芸術劇場シアターイースト ほか）
- 柿喰う客 リバイバルプロジェクト2012『傷は浅いぞ』（2012年11月、東京タワーフットタウン1F ほか）
- 柿喰う客（学習院女子大学「pafe.GWC」参加作品）永島敬三ひとり芝居『ときめきラビリンス』（2012年11月25日、東京 学習院女子大学やわらぎホール）
- 夏葉亭一門会Vol.5（2012年12月11日、東京 王子小劇場）- 演目:「子ほめ」、「井戸の茶碗」
- ゴーチブラザーズプレゼンツ『飛龍伝』（脚本：つかこうへい、演出：中屋敷法仁）（2013年1月23日-27日、東京 本多劇場）
- 夏葉亭一門会Vol.6（2013年2月3日、東京 王子小劇場）- 演目:「文七元結」
- オーストラ・マコンドー『素晴らしき哉、人生!』（原作：フランク・キャプラ、演出：倉本朋幸）（2013年3月14日-20日、東京 吉祥寺シアター）[5] - ハリー・ベイリー 役
- 夏葉亭一門会Vol.7（2013年4月2日-3日、東京 王子小劇場）- 演目:「金明竹」、「宿屋の仇討」
- 範宙遊泳『さよなら日本-瞑想のまま眠りたい-』（作演出：山本卓卓）（2013年5月4日-15日、横浜 STスポット）- 夫 役
- キジムナーフェスタ『さまよう影』（2013年7月、沖縄市民会館）
- キリンバズウカ『マチワビ』（脚本演出：登米裕一）（2013年9月19日-25日、東京芸術劇場シアターイースト）
- 柿喰う客 こどもと観る演劇プロジェクト『ながぐつをはいたねこ』（2013年9月-11月、茨城 ひたちなか市文化会館 ほか）
- 柿喰う客 こどもと観る演劇プロジェクト2013『へんてこレストラン』（2013年11月2日-3日、三重県文化会館）
- 夏葉亭一門会Vol.9（2013年11月25日、東京 王子小劇場）- 演目:「黄金餅」
- 日本の演劇人を育てるプロジェクト【演出家部門】『猿後家』（2013年12月11日-15日、恵比寿エコー劇場）（演出：北尾亘）
- 柿喰う客 『世迷言』（2014年1月-2月、東京 本多劇場 ほか）
- 夏葉亭一門会Vol.10（2014年2月19日、東京 王子小劇場） - 演目:「井戸の茶碗」
- 演劇のミナト新潟演劇祭プロデュース公演『恋する世阿弥』（2014年3月1日・2日、新潟 新潟市民芸術文化会館りゅーとぴあ能楽堂）（演出：中屋敷法仁）
- Baobao第7回公演『TERAMACHI』（2014年5月30日-6月2日、武蔵野芸能劇場）（演出：北尾亘）
- 最強の一人芝居フェスティバル東海版『INDEPENDENT:TSU14』（2014年6月21日 - 22日、三重 四天王寺スクエア）
- 柿喰う客 こどもと観る演劇プロジェクト2014『へんてこレストラン』（2014年6月 - 11月、東京 北とぴあスカイホール ほか）
- 相思相愛ユニットなかやざき『フランダースの負け犬』（2014年7月10日 - 21日、東京 シアターサンモール）
- 『フレンド-今夜此処での一と殷盛り-』（2014年9月 - 11月、東京グローブ座 ほか）
- 夏葉亭一門会vol.11（2014年12月15日、東京 花まる学習会王子小劇場） - 演目:「紺屋高尾」
- 夏葉亭 白馬会（2015年1月19日、池袋 スタジオ空洞）
- 『最後のサムライ』（2015年3月4日-15日、天王洲銀河劇場、脚本・岡本貴也、演出・イヴァン・キャブネット）- 秋月悌次郎 役
- さんぴん旗揚巡業公演『NEW HERO』（2015年7月17日 - 22日、東京芸術劇場アトリエイースト）
- 柿喰う客 こどもと観る演劇プロジェクト2015『へんてこレストラン』（2015年7月25日、国立オリンピック記念青少年総合センター・カルチャー棟・小ホール）
- 柿喰う客『天邪鬼』（2015年8月 - 10月、東京 本多劇場 ほか）
- WBB vol.9『殺意は月夜に照らされて』（2015年11月14日 - 23日、東京 赤坂RED/THEATER）
- 再攻撃 第四弾『もしも、シ〜とある日の反射〜』（2016年3月6日 - 20日、吉祥寺シアター）
- 坂あがりスカラシップ2015対象公演『GIFTED』（2016年3月24日 - 28日、横浜にぎわい座・のげシャーレ）
- 『トンマッコルへようこそ』（2016年5月4日 - 8日、Zeppブルーシアター六本木） - 中隊長/村人 役
- 柿喰う客フェスティバル2016 『へんてこレストラン』（2016年6月11日 - 25日、東京 花まる学習会王子小劇場）
- 柿喰う客フェスティバル2016 『フランダースの負け犬』（2016年6月15日 - 25日、東京 花まる学習会王子小劇場）
- さんぴん 国道四号線 夏祭り巡業公演『NEW HERO 〜仙台、道の上より〜』（2016年7月8日 - 11日、宮城 せんだい演劇工房10-BOX）
- パルコ・プロデュース公演『露出狂』（2016年9月30日 - 10月10日、Zeppブルーシアター六本木）
- ちび太ン家PRESENTS『またまた やってみるのだ!』（2016年10月13日 - 16日、東京 ウエストエンドスタジオ）
- 柿喰う客『虚仮威』（2016年12月 - 2017年1月、三重県文化会館 ほか）
- 柿喰う客（access STAGE）『ときめきラビリンス（永島敬三ひとり芝居）』（2017年2月24日、サナギ新宿）
- 中屋敷法仁リーディングドラマ『ぼくらが非情の大河をくだる時-新宿薔薇戦争-』（2017年3月16日 - 20日、東京 本多劇場）
- パルコ・プロデュース公演『サクラパパオー』（2017年4月 - 5月、埼玉・彩の国さいたま芸術劇場・大ホール ほか）
- 『ふるあめりかに袖はぬらさじ』（2017年7月7日 - 8月6日、東京 明治座）
- 柿喰う客『極楽地獄』仙台公演（2017年9月8日 - 10日、宮城 せんだい演劇工房10-BOX）
- 柿喰う客フェスティバル2017『八百長デスマッチ』『極楽地獄』（2017年10月4日 - 5日、東京 赤坂RED/THEATER）
- 柿喰う客『俺を縛れ！』（2018年1月24日 - 2月4日、東京 本多劇場）
- 悪い芝居『ラスト・ナイト・エンド・ファースト・モーニング』（2018年4月 - 5月、東京芸術劇場シアターウエスト ほか）
- 『半神』（2018年7月、天王洲 銀河劇場 ほか） - ユニコーン 役
- さんぴん 日本縦断！秋祭り巡業公演『NEW HERO〜突撃！隣のプレシャスご飯、デリシャス!!〜』（2018年10月 - 11月、札幌 よりどこオノベカ ほか）
- 柿喰う客『美少年』（2018年12月15日 - 30日、東京 Geki地下Liberty）
- 平成の夏葉亭一門会（2019年3月28日 - 31日、新宿シアター・ミラクル）
- Bunkamura30周年記念 シアターコクーン・オンレパートリー2019 DISCOVER WORLD THEATRE vol.6『ハムレット』（2019年5月9日 - 6月2日、東京 Bunkamuraシアターコクーン）
- 『スタンレーの魔女』（2019年7月28日 - 8月8日、東京 DDD AOYAMA CROSS THEATER） - 熊田 役
- 柿喰う客『御披楽喜』（2019年9月、兵庫 出石永楽館 ほか）
- 東京キャラバンin岡山（2019年12月8日、岡山 倉敷物語館）
- 本多劇場グループ PRESENTS『DISTANCE』（2020年6月1日、東京 本多劇場 ※無観客生配信）
- 本多劇場グループ next『DISTANCE-TOUR-』（2020年8月、東京 本多劇場 ほか） - 清掃員 役
- パショナリーアパショナーリア4回目公演『眠レ、巴里』（2020年8月29日 - 30日、浅草九劇）
- ロームシアター京都 レパートリー作品『糸井版 摂州合邦辻』（監修＆補綴＆上演台本・木ノ下裕一、上演台本＆演出＆音楽・糸井幸之介（FUKAIPRODUCE羽衣）、2020年10月 - 11月、東京 あうるすぽっと ほか）
- Mirai CHANNEL on LIVE（2020年12月19日、東京 ザ・スズナリ） - 演目:「金明竹」
- 『容疑者Xの献身』（2021年5月 - 7月、東京 THEATRE1010 ほか）
- カノン（2021年8月19日 - 9月5日、東京芸術劇場ほか）※8月19日から31日までの公演は新型コロナウイルスの影響で中止[6]
- ウォーキング・スタッフ プロデュース「手の平」（2021年10月23日 - 31日、新宿シアタートップス）[7]
- 『終末のワルキューレ』～The STAGE of Ragnarok～（2021年11月27日 - 12月5日、こくみん共済 coop ホール / スペース・ゼロ） - ヘイムダル役[8]
- 柿喰う客『空鉄砲』（2022年1月14日 - 23日、ザ・スズナリ）[9]
- 冬のライオン（2022年2月26日 - 3月15日、東京芸術劇場 プレイハウス）- ジェフリー 役
- スリーピルバーグス 旗揚げ野外ツアー「旅と渓谷」（2022年5月、東京・屋上庭園 ふくにわほか）[10]
- さんぴん ドリーム夢街道★夏祭り巡業2022『ALL TIME HERO'S ～東西南北プチョヘンザッ!!～』SANPIN in MIE（2022年8月27日・28日、三重県文化会館 小ホール）
- GORCH BROTHERS2.1「MUDLARKS-マッドラークス-」（2022年9月29日 - 10月9日、ザ・スズナリ）[11]
- 柿喰う客『禁猟区』（2022年12月22日 - 30日、本多劇場） - 釜罠以蔵役[12]
- PARCO PRODUCE 2024『ハムレットQ1』（2024年5月11日 - 6月23日、PARCO劇場 ほか）[13]
- せたがやアートファーム2024 音楽劇『空中ブランコのりのキキ』（2024年8月6日 - 31日、世田谷パブリックシアター ほか）[14][15]
- スリーピルバーグス 第2回野外公演inスタジアム!『リバーサイド名球会』（2024年9月20日 - 22日、こうのとりスタジアム）[16]
- ニッポン放送開局70周年記念公演『138億年未満』（2024年11月23日 - 12月16日、本多劇場 ほか）[17]
- 池袋サンシャイン座長フェスティバル 〜「堂々めぐりの人斬り狼」&「西部のハリーはあばれ馬」〜（2025年2月21日 - 3月2日、サンシャイン劇場）[18]
- GORCH BROTHERS PRESENTS『極めてやわらかい道』（2025年3月25日 - 30日、本多劇場）[19]
- 柿喰う客 新作本公演2025『超音波』（2025年9月12日 - 28日〈予定〉、かなっくホール ほか）[20]

### テレビドラマ
- カルテット 第4話（2017年2月7日、TBS） - 西園寺誠人 役
- 仮面ライダージオウ 第27話（2019年3月17日、テレビ朝日） - ソウゴの父 役
- 100万回言えばよかった　（2023年1月13日、TBS）田中希也　役

### ラジオドラマ
- 青春アドベンチャー（NHK-FM）
  - 「夜露姫」（2018年6月4日 - 15日）[21]

### 映画
- 劇場版 仮面ライダージオウ Over Quartzer（2019年7月26日公開、東映） - 常磐宗太郎 役

### その他
- TVCM『大正漢方胃腸薬』（2013年7月）